# Helegiu
Helegiu est une commune roumaine située dans le județ de Bacău.